# Al-ʿAlaq

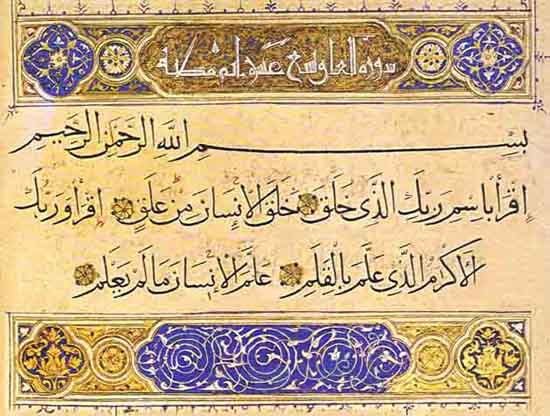
Ägyptische Kalligraphie der ersten vier Verse Al-ʿAlaqs

Al-ʿAlaq (arabisch العَلَق ‚Der Blutklumpen‘) oder Iqra (إقرا ‚rezitiere, lies!‘) ist die 96. Koransure. Sie umfasst 19 Verse. Die Sure wurde in der 1. Offenbarungsperiode in Mekka offenbart. Sie gilt in chronologischer Reihenfolge als die erste offenbarte Sure. 
Die ersten fünf Verse der Sure 96 stellen nach mehrheitlicher Auffassung die Anfänge der Offenbarungen und damit den Anfang von Mohammeds Prophetie dar. Andere Traditionen dagegen wollen in der Sure 74, Verse 1–7 die Anfänge der Offenbarungen sehen.

## Inhalt
Gemäß der Überlieferung nach Mohammeds Cousin Ibn ʿAbbās und seinem Schüler Mudschāhid ibn Dschabr fand die erste Offenbarung in der Höhle im Berg Hirā' statt. Es sind die ersten fünf Verse der Sure (96,1-5).
Die Zabaniyya sind im Islam die Engel der Hölle. Sie werden erwähnt im Koran in Sure 96,18.

## Zitate
„Wirf dich nieder und nähere dich Gott!“

Letzter Vers, der zugleich Niederwerfung verlangt.